# Anderson Henriques
Anderson Freitas Henriques (* 3. März 1992 in Caçapava do Sul) ist ein brasilianischer Sprinter, der sich auf den 400-Meter-Lauf spezialisiert hat.

## Sportliche Laufbahn
Erste Erfahrungen bei internationalen Meisterschaften sammelte Anderson Henriques im Jahr 2011, als er bei den Panamerikanischen-Juniorenmeisterschaften in Miramar in 46,69 s die Bronzemedaille über 400 Meter gewann und im 200-Meter-Lauf mit 21,38 s in der ersten Runde ausschied. Anschließend nahm er erstmals an der Sommer-Universiade in Shenzhen teil und erreichte dort in 46,01 s Rang sieben über 400 Meter. Daraufhin siegte er bei den Juniorensüdamerikameisterschaften in Medellín in 46,59 s im Einzelbewerb sowie in 3:08,35 min auch mit der brasilianischen 4-mal-400-Meter-Staffel. Damit qualifizierte er sich auch für die Panamerikanischen Spiele in Guadalajara und wurde dort in 45,92 s Achter. Im Jahr darauf siegte er bei den Ibero-Amerikanischen Meisterschaften in Barquisimeto in 45,59 s und erreichte mit der Staffel in 3:03,05 min Rang vier. 2013 gewann er bei den Studentenweltspielen in Kasan in 45,50 s die Silbermedaille hinter dem Russen Wladimir Krasnow und nahm anschließend an den Weltmeisterschaften in Moskau teil, bei denen er in 45,03 s den achten Platz im Einzelbewerb belegte und mit der Staffel in 3:02,19 min auf Rang sechs gelangte. Bei den Leichtathletik-Hallenweltmeisterschaften 2014 in Sopot mit 46,82 s in der ersten Runde aus, ehe er bei den Südamerikaspielen in Santiago de Chile mit neuem Spielerekord von 45,03 s die Goldmedaille über 400 Meter gewann und auch mit der Staffel in 3:03,94 min siegte. Bei den World Relays in Nassau erreichte er in 3:303,87 min den siebten Platz. Anschließend siegte er bei den Ibero-Amerikanischen Meisterschaften in São Paulo in 45,40 s über 400 Meter und gewann mit der Staffel in 3:02,80 min die Silbermedaille hinter dem Team aus der Dominikanischen Republik.
Bei den IAAF World Relays 2017 auf den Bahamas belegte er in 3:05,96 min den siebten Platz und qualifizierte sich damit mit der Staffel für die Weltmeisterschaften in London, bei denen 3:04,02 min aber nicht für den Finaleinzug reichten. 2019 gewann er bei den Südamerikameisterschaften in Lima in 46,15 s die Bronzemedaille über 400 Meter hinter dem Kolumbianer Anthony Zambrano und seinem Landsmann Lucas Carvalho. Zudem gewann er in 3:04,13 min die Silbermedaille hinter Kolumbien. In der Mixed-Staffel nahm er Anfang Oktober an den Weltmeisterschaften in Doha teil und kam dort im Vorlauf zum Einsatz und verhalf der Mannschaft zum Finaleinzug. Im Jahr darauf gewann er bei den erstmals ausgetragenen Hallensüdamerikameisterschaften in Cochabamba in 47,91 s die Bronzemedaille hinter dem Argentinier Elián Larregina und Marco Vilca aus Peru. Bei den World Athletics Relays 2021 im polnischen Chorzów wurde er in 3:17,54 min Zweiter in der Mixed-Staffel hinter dem Team aus Italien. Ende Juli nahm er mit der Mixed-Staffel an den Olympischen Sommerspielen in Tokio teil und verpasste dort mit 3:15,89 min den Finaleinzug. Im Jahr darauf siegte er bei den Südamerikaspielen in Asunción in 3:21,53 min in der Mixed-Staffel gemeinsam mit Maria de Sena, Douglas Mendes und Tábata de Carvalho.
2013 wurde Henriques brasilianischer Meister im 400-Meter-Lauf sowie 2022 in der 4-mal-400-Meter-Staffel.

## Persönliche Bestzeiten
- 200 Meter: 20,85 s (+1,2 m/s), 5. Juli 2014 in Oordegem
- 400 Meter: 44,95 s, 12. August 2013 in Moskau
  - 400 Meter (Halle): 46,82 s, 7. März 2014 in Sopot